# Iglesia de San Juan Bautista (Palenzuela)
La iglesia de San Juan Bautista es una iglesia católica ubicada en el casco antiguo de la localidad de Palenzuela, en la comarca del Cerrato de la provincia de Palencia. 

## Estilo
Se dice que la iglesia de San Juan Bautista en un inicio fue románica, pero tras su reconstrucción en el siglo XVI adoptó un estilo gótico tardío con influencias renacentistas, las cuales se pueden observar en la ornamentación de su interior.

## Historia
Su construcción se desarrolló entre los siglos XIV y XVII, sustituyendo a una iglesia románica anterior. Recién terminadas las obras, a mediados del siglo XVI, la torre sufrió un desplome arrastrando parte de las naves, con lo que se inició la reconstrucción cuyo aspecto final es el que ha llegado hasta nosotros.

## Descripción

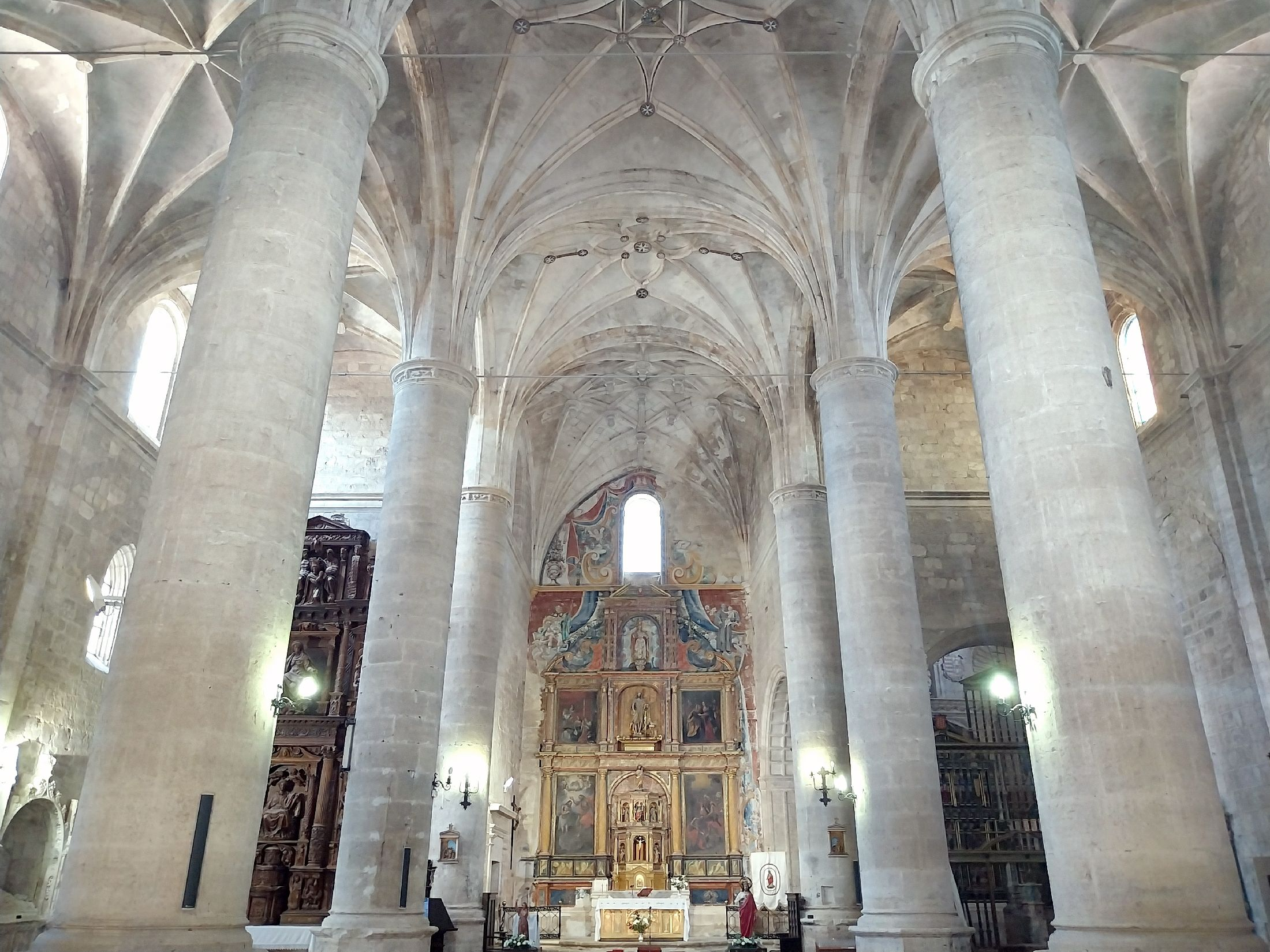
Aspecto del interior del templo

### Exterior
Es un edificio sobrio e imponente, de aspecto robusto. Con una planta de tipo salón, a los pies cuenta con un alto coro y posee tres naves que se encuentran a la misma altura, cubiertas con bóvedas de crucería estrellada, sostenidas con esbeltos pilares-columna.

### Interior
Su interior es muy amplio y en él se guardan importantes colecciones escultóricas en sus retablos y sepulcros, valiosas obras de arte y uno de los mejores conjuntos de platería de toda la provincia de Palencia.
Es una iglesia de tres naves con bóvedas de crucería y un coro; al cuerpo principal de adosan espacios como la sacristía, el baptisterio, capillas funerarias y la cripta, entre otros. Durante la época de apogeo de la iglesia existían numerosas capillas de familias de nobles.
Retablos y otras reliquias.
En la capilla mayor encontramos un retablo del siglo XVII de Gabriel González de la Torre, dedicado a San Juan Bautista. 
En la nave izquierda hay dos retablos, ambos del siglo XVI, el primero de ellos está dedicado a Santa Catalina y posee influencia flamenca; el otro, dedicado a Santa Eulalia en madera sin policromar.
Por otro lado, en la nave derecha encontramos otros dos retablos de menor tamaño que los anteriores datados en el siglo XVIII. 
En la Capilla de la Inmaculada hay más retablos y un cristo gótico. Una de las obras más preciadas es el políptico de la Inmaculada, compuesto por dieciocho tablas pintadas del siglo XVI.